# Музей заборонених книжок
Музей заборонених книжок (ест. Keelatud kirjanduse muuseum) — музей в історичному центрі Таллінна, Естонія, присвячений збиранню, збереженню та виставці книжок з усього світу, які були заборонені, піддавалися масовому спаленню або цензурувались іншим чином. Музей був створений з метою заохочення дискусії щодо свободи слова та безперешкодного доступу до інформації. Крім того, при музеї діє свій читацький клуб, музей веде власний подкаст на тему цензури, свободи слова і прав людини.

## Історія
Музей заборонених книжок був створений у грудні 2020 року шотландцем Джозефом Максиміліаном Данніганом. Інтерес до вивчення питання цензури та свободи слова  з'явився в нього під час проживання в Китаї. Крім того, велике враження на нього справила прочитана у дитинстві книга «1984» Джорджа Орвелла. Пізніше він переїхав до Естонії, де вивчав соціальне підприємництво в Талліннському університеті. Саме під час навчання в нього виникла ідея створити музей.

## Експонати
В музеї представлена колекція заборонених і цензурованих книжок з різних країн та історичних періодів, для кожної книжки показані причини її заборони і який це мало вплив на суспільство чи навіть на хід історії. Тематика книжок є досить різноманітною, там є книжки, заборонені з політичних, релігійних, соціальних або моральних міркувань. У колекції є книжки таких відомих авторів, як Джордж Орвелл, Джоан Роулінг або Салман Рушді. Також є окремі секції для дитячих книжок, книжок про цензуру та книжок про книжки, які були спалені.
Експонатом музею є книга «Справа Василя Стуса» українського публіциста Вахтанга Кіпіані, розповсюдження якої 19 жовтня 2020 року заборонив Дарницький районний суд, але вже 19 березня 2021 року Апеляційний суд міста Києва зняв цю заборону. Тобто, ця книга була забороненою рівно п'ять місяців.